# 1298 هـ
1298 هـ هي سنة في التقويم الهجري امتدت مقابلةً في التقويم الميلادي بين سنتي 1880 و1881.

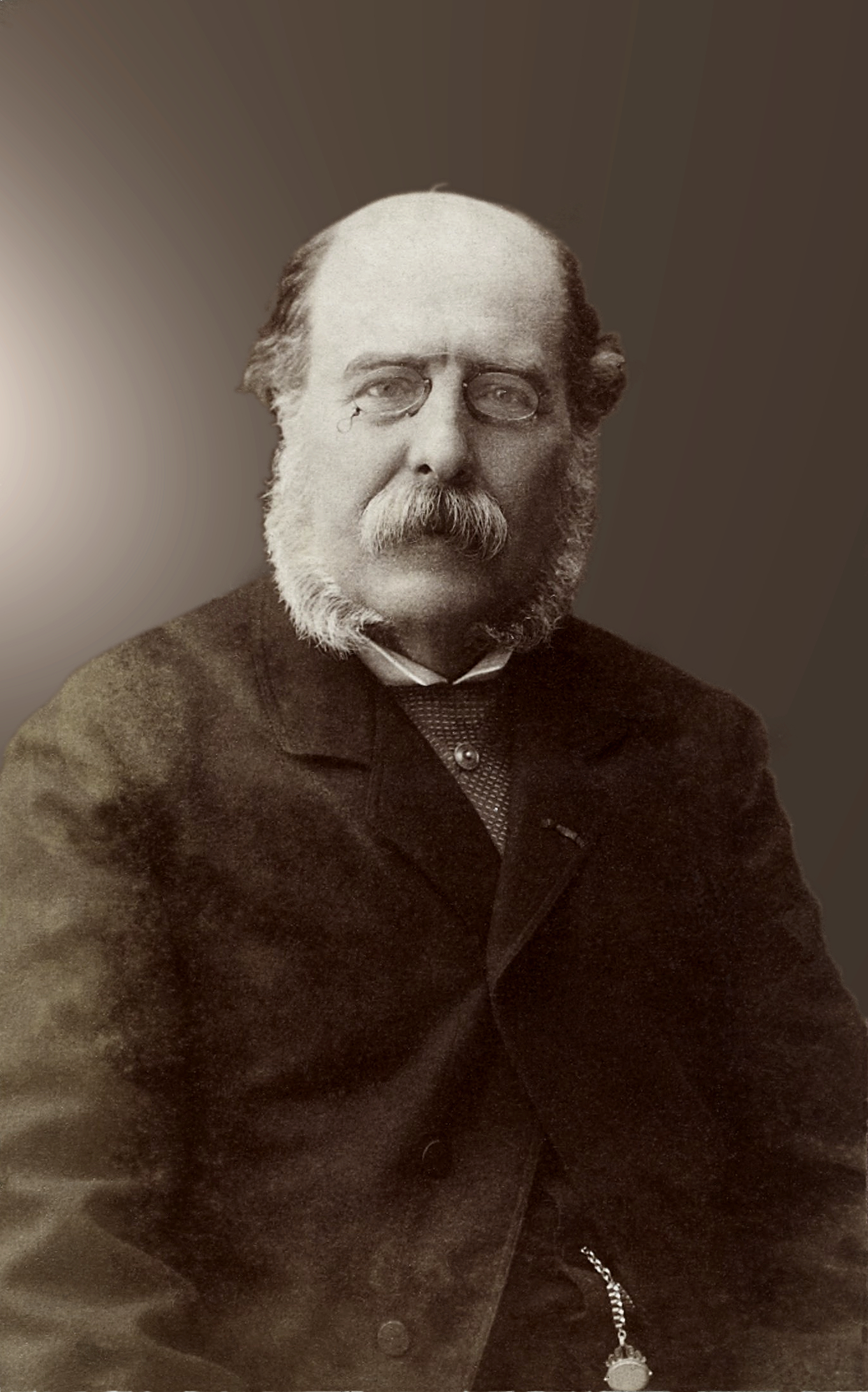
دي مينار

## مواليد
- محمد مصطفى المراغي.
- مصطفى صادق الرافعي.
- نجم الدين الواعظ - فقيه وواعظ وعالِم موسوعي عراقي.
- الأمير محمد بن عبد الرحمن بن فيصل آل سعود، الابن السادس للإمام عبد الرحمن بن فيصل.
- أحمد بن محمد بن أحمد السديري جد الملك فهد وإخوانه.
- آرثر ستانلي تريتون
- دي مينار
- عبد المحسن الفرم
- فاروق الدملوجي
- محمد الجواد الجزائري
- محمد الهاشمي التلمساني
- مربيه ربه
- مصطفى كمال أتاتورك
- ولهلم ليمبروك

## وفيات
- عبد الرشيد الكشميري
- عبد الغني الميداني
- وقار الشيرازي.
- محمد بن عبد الله الصفار، فقيه وكاتب ودبلوماسي مغربي.
- موسى الطالقاني